# Nardodercetis
Nardodercetis è un pesce osseo estinto, appartenente agli aulopiformi. Visse nel Cretaceo superiore (Santoniano - Maastrichtiano, circa 84 - 72 milioni di anni fa) e i suoi resti fossili sono stati ritrovati in Italia.

## Descrizione
Questo pesce era di grosse dimensioni e possedeva un profilo molto slanciato; poteva superare i 70 centimetri di lunghezza. Nardodercetis, come tutti i pesci a esso affini (ad esempio Dercetis e Rhynchodercetis), possedeva un corpo molto allungato e sottile, con un cranio lungo che finiva in un muso allungatissimo, come un rostro. Nardodercetis possedeva un corpo di grandi dimensioni, allungato che conta ben 80 vertebre, di cui 49 addominali. Alcune peculiarità sono le vertebre preurale 1 e urale 1 unite tra loro, il muso allungato e conico con la mascella inferiore molto più breve di quella superiore e denti piccoli, il mesetmoide a forma di V, le pinne dorsale ed anale situate nella parte posteriore del corpo (alla stessa distanza dalla coda).

## Classificazione
Nardodercetis è un rappresentante degli aulopiformi, un gruppo di pesci dalle abitudini solitamente predatorie attualmente ben rappresentato, ma che nel corso del Cretaceo ebbe una notevole differenziazione. I tratti osteologici di Nardodercetis dimostrano che questo pesce era un rappresentante evoluto della famiglia Dercetidae, con caratteri morfologici specializzati. Nardodercetis venne descritto per la prima volta da Louis Taverne nel 2005, sulla base di resti fossili ben conservati ritrovati nella zona di Nardò, in provincia di Lecce; la specie tipo è Nardodercetis vandawallei, del Campaniano - Maastrichtiano. Un'altra specie, descritta dallo stesso Taverne nel 2013, è N. garganoi, rinvenuta in terreni più antichi (Santoniano) nei pressi di Apricena.